# Someone Comes to Town, Someone Leaves Town
Someone Comes to Town, Someone Leaves Town (Alguém vem à cidade, Alguém sai da cidade) é um romance de fantasia contemporâneo do autor canadense Cory Doctorow. Foi publicado em junho de 2005, lançado simultaneamente na Internet sob uma licença Creative Commons, gratuito para download em vários formatos, incluindo ASCII e PDF. É o terceiro romance de Doctorow.  O romance foi escolhido para lançar o clube do livro do Sci Fi Channel, o Sci Fi Essentials (agora extinto).

## Resumo da trama
A história se passa principalmente em duas localidades de Ontário. Em flashbacks, o personagem principal, geralmente, mas nem sempre, chamado Alan (ele parece ter sido alfabetizado em vez de nomeado, e responderá a qualquer nome masculino começando com A), e seus irmãos (também alfabetizados) crescem fora da cidade remota de Kapuskasing. O romance começa com a compra de Alan por uma casa no bairro de Kensington Market, na moderna Toronto.
Existem duas linhas principais. Alan faz amizade com Kurt, um punk com trinta e poucos anos que opera uma operação de mergulho no lixo. Kurt usa componentes de computador que ele recupera do lixo e os transforma em pontos de acesso à rede Wi-Fi. O objetivo de Kurt é cobrir todo o bairro com acesso gratuito e seguro à Internet, anexando seus pontos de acesso a edifícios em uma rede sem fio com a permissão de seus proprietários. O plano de Kurt realmente não decola até que ele fez uma parceria com Alan, que coloca um rosto mais profissional na operação e fala gentilmente com muitos proprietários locais para permitir que os pontos de acesso usem seu espaço e uma pequena quantidade de eletricidade. 
A segunda trama apresenta elementos de fantasia. Sem o conhecimento da maioria dos outros personagens, Alan e seus irmãos não são muito humanos. O pai deles é uma montanha e a mãe é uma máquina de lavar. O irmão mais velho de Alan pode ver o futuro, o segundo mais velho é uma ilha, seu irmão mais novo é morto-vivo e seus três irmãos mais novos são um conjunto de bonecas russas. Alan é a aparência mais normal de sua família. Externamente, ele parece humano, mas se cura a um ritmo incrível, e se parte dele é cortada, ela volta a crescer, e a parte cortada pode ser feita para formar uma nova cópia dele, como uma minhoca.
Outra parte da trama diz respeito aos vizinhos de Alan, uma família de estudantes e artistas que inclui Mimi, uma jovem problemática que, como Alan, não é muito humana. Nascida com asas nas costas e sem histórico familiar, ela mora com seu namorado abusivo Krishna, um músico/barman que pode identificar seres como Alan e sua família, e os odeia. Krishna amputa as asas de Mimi a cada três meses; ela fica com ele porque acredita que ele é o único disposto e capaz de fazê-la "normal".